# النزاع الحدودي بين إريتريا وجيبوتي
وقع النزاع الحدودي بين جيبوتي وإريتريا في الفترة ما بين 10 يونيو و 13 يونيو 2008، وكان ذلك بسبب التوتر الذي بدأ في 16 أبريل 2008، عندما ذكرت جيبوتي أن القوات المسلحة الإريترية اخترقت جيبوتي وحفرت الخنادق. على جانبي الحدود. تفاقمت الأزمة عندما اندلعت اشتباكات مسلحة بين القوات المسلحة في المنطقة الحدودية في 10 يونيو / حزيران 2008. وخلال النزاع، قدمت فرنسا الدعم اللوجستي والطبيعي والاستخباراتي لجيبوتي، لكنها لم تشارك في القتال المباشر.

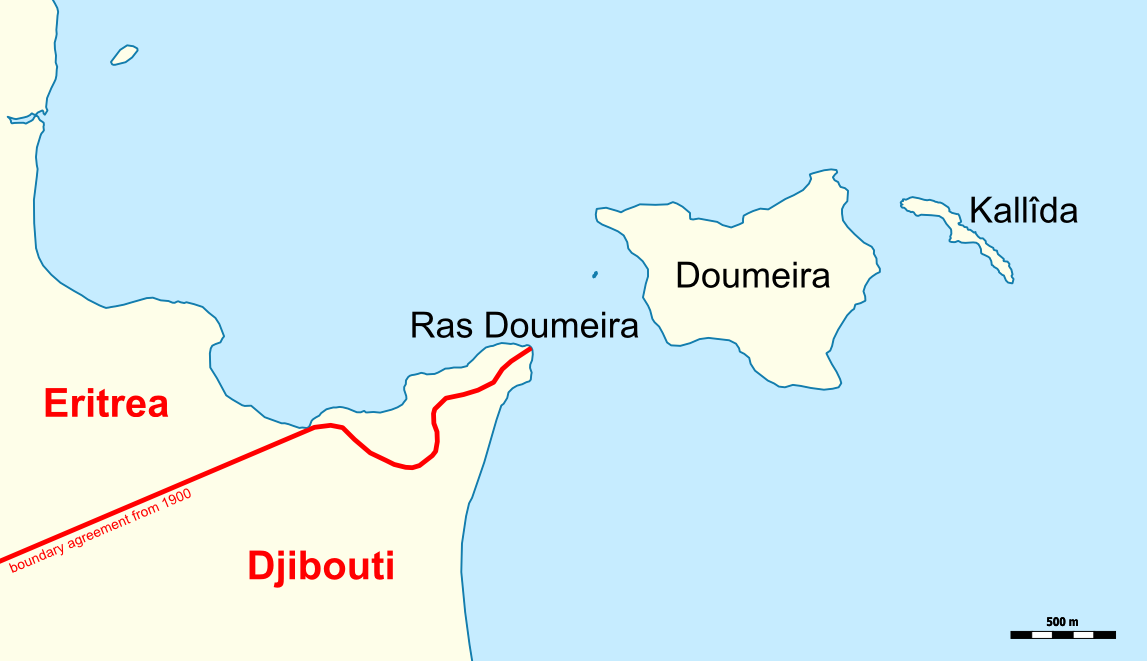
خريطة لمنطقة راس دميرة المتنازع عليها

تحدد اتفاقية الحدود الحالية المعمول بها في عام 1900 أن الحدود الدولية تبدأ في كيب دوميرا (رأس دوميرا) في البحر الأحمر ويمتد لمسافة 1.5 كيلومتر على طول خط الانحدار في شبه الجزيرة. وعلاوة على ذلك، فإن بروتوكول عام 1900 حدد أن إيل دووميرا (جزيرة دوميرا) على الفور في الخارج وأن الجزر الأصغر المجاورة لن يعهد لها بالسيادة وستبقى منزوعة السلاح. وكانت جيبوتي وإريتريا قد اشتبكتا من قبل مرتين حول المنطقة الحدودية. في يناير 1935، وقعت إيطاليا وفرنسا على اتفاق فرنسي إيطالي حيث أجزاء من أرض الصومال الفرنسية (جيبوتي) أعطيت لإيطاليا (إريتريا). أما الحدود الفعلية في رأس دوميرا (تلة)، فلم يتم ترسيمها بشكل كامل، باستثناء اتفاق واسع النطاق على أن المنحدرات الشمالية للتل كانت إيطالية والمنحدرات الجنوبية فرنسية وكان هذا الترتيب كافياً بينما بقيت فرنسا وإيطاليا تسيطران على المنطقة. ومع ذلك، فإن مسألة التصديق قد جلبت هذا الاتفاق، والتشريح بأجزاء كبيرة من جيبوتي إلى إريتريا موضع تساؤل. في نيسان 1996 اتهمت الحكومة الجيبوتية القوات الإريترية بتوغلها في أراضيها بطول 7 كيلومترات إثر اشتباك في نقطة رأس دميرا الحدودية الجيبوتية. وفي غضون يومين، تحولت هذه الادعاءات إلى اتهامات بأن الحكومة الإريترية تحوي مطالبة إقليمية بجزء من الساحل الشمالي لجيبوتي. ثم جاءت هذه الادعاءات من قبل محمد موسى شهم، وزير الخارجية، إلى نظيره الإرتري، بيتروس سولومون، الذي كان في زيارة رسمية لجيبوتي في اليوم التالي. بعد ذلك اجتمع السيد سولومون بالرئيس الجيبوتي، الذي أثار أيضا مزاعم التوغل. وفي سلسلة من الحسابات المتناقضة، قالت السلطات الجيبوتية إنها أرسلت 600 جندي إلى المنطقة. في 18 أبريل / نيسان، صرح السيد سولومون بشكل قاطع في بيان صحفي بأنه «لم يكن هناك أي صدام أو حادث في دوميرة»، مضيفًا أن الحكومة الإريترية «فوجئت وحزنت» من هذه المزاعم.
في يناير / كانون الثاني، طلبت إريتريا عبور الحدود من أجل الحصول على رمال لطريق، ولكن بدلاً من ذلك احتلت قمة تل في المنطقة. في 16 نيسان / أبريل، أبلغت جيبوتي عن إريتريا أنها أقامت تحصينات وحفرت خنادق على جانبي الحدود الجيبوتية بالقرب من رأس دوميرا. وقد ادعت جيبوتي، في رسالة وجهتها إلى الأمم المتحدة تدعو إلى التدخل، أن الخرائط الجديدة التي وضعتها إريتريا قد أظهرت رأس دوميرا أرضًا إريترية. ونفت إريتريا أن يكون لديها أي مشاكل مع جيبوتي.
وقال رئيس الوزراء الإثيوبي ملس زيناوي في 15 مايو / أيار إن الخلاف يمثل «تهديداً لسلام وأمن القرن الإفريقي بأكمله»، وقال إن إثيوبيا ستؤمن ممرها التجاري عبر جيبوتي في حالة حدوث صراع. اعتمدت إثيوبيا على جيبوتي للوصول إلى البحر الأحمر منذ استقلال إريتريا. ونفى رئيس اريتريا اسياس افورقي إرسال قوات إلى المنطقة واضاف انهم ليس لديهم أي مشكلة مع جيبوتي.

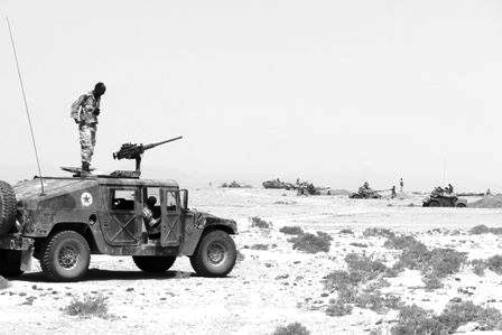
القوات الجيبوتية مع السيارات المدرعة الخفيفة بالقرب من الحدود

في 10 يونيو، وفقا لجيبوتي، هرب العديد من القوات الإريترية من مواقعهم، فرارا إلى الجانب الجيبوتي. ثم تعرضت القوات الجيبوتية لإطلاق النار من القوات الإريترية التي تطالب بعودة الهاربين. استدعت جيبوتي الجنود والشرطة الذين تقاعدوا منذ عام 2004 رداً على القتال. ورفضت إريتريا روايات من جيبوتي بأنها «معادية لإريتريا». وقال بيان صادر عن وزارة الخارجية الإريترية إنه لن «يشارك في دعوة من المشاحنات والأعمال العدائية»، وادعى أن جيبوتي تحاول جر إريتريا إلى «عدوتها المختلقة».ووفقاً للعقيد الفرنسي دوكريت، قدم الجنود الفرنسيون في جيبوتي المساعدة اللوجستية والطبية إلى جيش جيبوتي بالإضافة إلى تزويدهم بالمعلومات الاستخبارية. وتفيد التقارير أن الاشتباكات بين القوات استمرت لعدة أيام قبل أن يعلن جيش جيبوتي في 13 يونيو / حزيران أن القتال قد تراجع، ولكن في نفس اليوم، نقلت هيئة الإذاعة البريطانية عن الرئيس جيلة قوله إن بلاده في حالة حرب مع إريتريا.
44 قُتل جنود جيبوتي وجُرح 55 آخرون أثناء القتال. ووفقاً لتقديرات جيبوتي، قُتل 100 جندي إريتري، وأُسر 100، وانشق 21 منهم. أعلن الرئيس الجيبوتي جيليه: «لقد كان لدينا دائما علاقات جيدة. لكنهم احتلوا جزءا من بلادنا بقوة. هذا عدوان نقاومه».
بحلول عام 2008، قدرت وكالة استخبارات الدفاع الأمريكية أن الجيش كان قوامه 18000 جندي (قُدرت قوات الجيش الإريتري في نفس الوقت بـ 200,000).

## فرنسا
أجرى وزير الدفاع الفرنسي هيرفي موران مباحثات مع وزير الدفاع الجيبوتي أوغوريه كيفلاه أحمد، ووعد بتعزيز الوجود العسكري الفرنسي في البلاد في حال وجود «تصعيد في الخلاف الحدودي الحالي». وللتأكيد مجددا على «القلق الكبير جدا لفرنسا» بسبب الحوادث الحدودية الأخيرة، فإن موران، وفقا لمصادر دبلوماسية، قد «طمأن نظيره من الدعم الكامل» لحكومته، وفي الوقت نفسه دعا إلى تسوية «دبلوماسية» المشكلة. لدى الدولتين اتفاقية دفاع متبادل. وقالت وزارة الخارجية الفرنسية إنها قلقة للغاية بشأن القتال. أعلنت وزارة الدفاع الفرنسية أنها تزيد من وجودها العسكري في جيبوتي وتزيد من دعمها لجيش جيبوتي في أعقاب الاشتباكات الحدودية. وقال البيان أيضا إن فرنسا «تستعد لنشر قاعدة لوجستية أمامية وقوات برية بالقرب من المنطقة التي وقعت فيها الاشتباكات»، مضيفا أن «جيشها كثف من المراقبة الجوية على الحدود لمراقبة أنشطة القوات الاريترية». تشير التقارير أيضًا إلى أنه يتم نقل قوات بحرية إضافية إلى المنطقة بالإضافة إلى فريق إضافي من الجراحين العسكريين. إلا أن البرقيات المسربة أظهرت أن الفرنسيين كانوا قلقين للغاية من أن جيبوتي سوف تبرر اتفاقيتها الدفاعية، ولذا فإن فرنسا «سارعت إلى تقديم دعم لوجستي ذي أهمية كبيرة في المنطقة الخلفية لجيبوتي من أجل تجنب طلب جيبوتي المشاركة في القتال بموجب الاتفاقية» وفي عام 2011 إعادة التفاوض الفرنسية على تعاونهم الدفاعي مع جيبوتي.

## الأمم المتحدة
فرنسا لم تؤيد طلب جيبوتي الحصول على قرار من مجلس الأمن، اختار السفير الفرنسي في جيبوتي دومينيك ديشيرف بدلاً من ذلك قراراً إقليمياً للصراع الذي يضم الاتحاد الأفريقي أو الجامعة العربية. ومع ذلك، قدمت الولايات المتحدة دعمها الكامل لجيبوتي، وأيدت قرارا يدين عدوان إريتريا القوي. في 23 ديسمبر 2009، تم تبني قرار مجلس الأمن الدولي رقم 1907، وفرض حظر على الأسلحة على البلاد، وحظر سفر قادتها، وجمدت أصول بعض المسؤولين السياسيين والعسكريين في البلاد. دعا مجلس الأمن التابع للأمم المتحدة كلا الجانبين إلى ممارسة أقصى درجات ضبط النفس وإعادة إقامة الحوار.

## الولايات المتحدة الأمريكية
وأصدرت وزارة الخارجية الأمريكية بيانا صحفيا أدان فيه «العدوان العسكري» لإريتريا قائلة إنه يمثل «تهديدا إضافيا للسلام والأمن في منطقة القرن الأفريقي المضطربة بالفعل»، ويدعو إريتريا إلى قبول وساطة طرف ثالث في النزاع الحدودي. وردت إريتريا على البيان الذي يتهم الولايات المتحدة بإثارة الصراع في المنطقة. نصحت السفارة الأمريكية في جيبوتي المواطنين بعدم السفر إلى شمال جيبوتي حيث تقع رأس داميرا لأسباب تتعلق بالسلامة.
الاتحاد الأفريقي:
وحث مجلس السلام والأمن التابع للاتحاد الأفريقي إريتريا وجيبوتي على ممارسة أقصى درجات ضبط النفس وحل النزاع من خلال الحوار بما في ذلك التعاون الكامل مع بعثة الاتحاد الأفريقي التي أرسلت إلى المنطقة. ومع ذلك، فإن إريتريا، على عكس جيبوتي، لم تقبل بعد البعثة. وقال بيريكيت سيمون المستشار الخاص لرئيس الوزراء الاثيوبي ملس زيناوي في اثيوبيا لرويترز «اثيوبيا تعتقد اعتقادا راسخا بضرورة وقف هذا العمل غير المبرر على الفور ويجب البحث عن حل سلمي ودبلوماسي للمشكلة.»
في 24 يونيو 2008، عقد مجلس الأمن التابع للأمم المتحدة اجتماعاً في مقرهم في نيويورك للاستماع إلى إحاطة عن الوضع، وكذلك تصريحات رئيس وزراء جيبوتي محمد ديليتا وسفير إريتريا.
وأرسلت بعثة تقصي حقائق للأمم المتحدة إلى المنطقة وأصدرت تقريرا يقول إن المواجهة بين جيبوتي وإريتريا يمكن أن يكون لها «تأثير سلبي كبير على المنطقة بأكملها والمجتمع الدولي الأوسع» مشيرا إلى أن جيبوتي انسحبت من المنطقة المتنازع عليها اريتريا. لم يفعل. ولم تسمح الحكومة الإريترية لبعثة تقصي الحقائق بالدخول إلى إريتريا.
أصدر مجلس الأمن التابع للأمم المتحدة القرار رقم 1862 في 14 يناير 2009، وحث على الحوار بين البلدين لحل القضية سلميا. ورحب المجلس بانسحاب جيبوتي من المواقع قبل 10 يونيو / حزيران 2008، وطالب إريتريا بإجراء انسحاب مماثل في غضون خمسة أسابيع من القرار.
في 23 ديسمبر / كانون الأول 2009، فرض مجلس الأمن عقوبات على إريتريا لتقديمها الدعم للجماعات المسلحة التي تقوض السلام والمصالحة في الصومال ولأنها لم تسحب قواتها في أعقاب الاشتباكات مع جيبوتي في يونيو / حزيران 2008. فرضت العقوبات حظراً على الأسلحة، القيود على السفر وتجميد أصول قياداتها السياسية والعسكرية.
في أوائل حزيران / يونيه 2010، وافقت جيبوتي وإريتريا على إحالة المسألة إلى قطر من أجل الوساطة، وهي خطوة أثنى عليها الاتحاد الأفريقي. في آذار / مارس 2016، أفرجت إريتريا عن ثمانية أسرى حرب جيبوتي تم أسرهم خلال الحرب الحدودية بعد ثماني سنوات من النزاع.
بعد أزمة قطر الدبلوماسية عام 2017، سحبت قطر قوات حفظ السلام التابعة لها من المنطقة المتنازع عليها. وبعد ذلك بوقت قصير، اتهمت جيبوتي إريتريا بإعادة احتلال تلة البر الرئيسي وجزيرة دوميرا.
في سبتمبر 2018، أعلن أن جيبوتي وإرتيريا اتفقتا على تطبيق علاقاتهما.